# Терехов, Владимир Юрьевич
Владимир Юрьевич Терехов (30 августа 1946, Днепропетровск — 28 декабря 2024, Санкт-Петербург) — советский и российский офицер-подводник, испытатель специальной воинской части № 45707 Министерства обороны Российской Федерации, Герой Российской Федерации (18.08.1993). Капитан 1-го ранга (22.07.1983).

## Биография
Родился 30 августа 1946 года в городе Днепропетровск (ныне Днепр). Русский.
В Военно-морском флоте с сентября 1964 года. В июне 1969 года окончил Каспийское высшее военно-морское училище имени С. М. Кирова. Член КПСС с 1970 года.
Службу проходил на Краснознамённом Северном флоте: с августа 1969 года по сентябрь 1973 года — командир штурманской боевой части (БЧ-1) подводной лодки С-11 (проекта 633) 49-й бригады подводных лодок (Видяево), а с сентября 1973 года по октябрь 1976 года во втором экипаже стратегической подводной лодки К-457 (проекта 667Б) 41-й дивизии подводных лодок (Гремиха). Прошёл подготовку в учебном центре Военно-Морского Флота в Палдиски, где в совершенстве освоил новый навигационный комплекс «Тобол».
С октября 1976 года по октябрь 1977 года — старший помощник командира по боевому управлению атомного подводного ракетного крейсера стратегического назначения К-385 во втором экипаже. С октября 1977 года проходил обучение в Высших специальных офицерских классах ВМФ, которые окончил в июле 1978 года.
С августа 1978 года офицер-подводник В. Ю. Терехов продолжил службу в специальной воинской части № 45707 Министерства обороны СССР, а после распада Советского Союза, с 1992 года — Министерства обороны Российской Федерации. 22 июля 1983 года капитану 2-го ранга Терехову В. Ю. присвоено воинское звание «капитан 1-го ранга».
Участник многих дальних походов и боевых служб. В 1984—1986 годах — сдаточный командир глубоководных подводных технических средств, построенных на Судостроительном заводе «Адмиралтейские верфи». Участвовал в испытаниях новейших глубоководных аппаратов, занимался подготовкой специалистов по обслуживанию этой техники. Руководил испытаниями головного образца подводного аппарата — научно-исследовательской подводной лодки второго поколения.
Указом Президента Российской Федерации от 18 августа 1993 года «за мужество и героизм, проявленные при выполнении специального задания в условиях, сопряженных с риском для жизни», капитану 1-го ранга Терехову Владимиру Юрьевичу присвоено звание Героя Российской Федерации с вручением медали «Золотая Звезда» (№ 27). Вместе с ним этим же указом были награждены его коллеги-гидронавты — капитан 1-го ранга М. В. Грицко (медаль № 24), капитан 1-го ранга Г. Л. Попов (медаль № 26) и капитан 1-го ранга А. Г. Зайцев (медаль № 25).
В запасе с августа 2000 года.
Работал инженером в Федеральном Государственном унитарном предприятии Центральный научно-исследовательский институт «Электроприбор».
Скончался 28 декабря 2024 года в Санкт-Петербурге на 79-м году жизни. Похоронен на Серафимовском кладбище.

## Награды
- Герой Российской Федерации (18 августа 1993)
- орден «За военные заслуги» (1997)
- медали